# Zuiderdiep 385 (Tweede Exloërmond)
De boerderij aan het Zuiderdiep 385 is een monumentaal pand in de Drentse plaats Tweede Exloërmond.

## Beschrijving
De boerderij aan het Zuiderdiep 385 in de Tweede Exloërmond werd in 1912 gebouwd in opdracht van het echtpaar Klaas Jonker en Antje Spreen naar een ontwerp van de architect Klaas Prummel. De boerderij is een ontwerp uit de beginperiode van Prummel, hij verwerkte diverse elementen uit de jugendstil in zijn ontwerp. De boerderij is van het zogenaamde krimpentype, waarbij het achtergedeelte (de stallen en schuren) breder zijn dan het voorhuis. De rechtergevel van deze boerderij bezit drie krimpen, in tegenstelling tot de linkergevel die één krimp bezit. De hoofdingang bevindt zich in een portiek in een vooruitspringend gedeelte van de symmetrisch vormgegeven voorgevel. De zuilen naast het portiek dragen een balkon met een gietijzeren balustrade. De beide zuilen worden bekroond met vazen. In de voet van de beide zuilen zijn de initialen van de eigenaren aangebracht. Boven de deuren van het balkon bevindt zich in de topgevel een boogvormig venster. De symmetrie van de gevel wordt versterkt door het patroon van de vensters op de begane grond en op de verdieping, drielicht vensters op de begane grond en zogenaamde klimmende vensters op de verdieping. In 1954 hebben er binnen in de woning diverse aanpassingen plaatsgevonden, waaronder een trap naar de bovenverdieping en nieuwe kamers op de bovenverdieping. Ook hiervoor ontwierp Prummel de plannen.
De boerderij is erkend als rijksmonument. De boerderij is geheel gerestaureerd. Een van de kamers in het woongedeelte is vormgegeven en ingericht conform het oorspronkelijke ontwerp van Prummel. De originele haard en turfkast zijn nog aanwezig. Ook de door Prummel gebruikte kleuren, mosterdgeel en ossenbloedrood, zijn weer in deze kamer gebruikt.
Prummel ontwierp een soortgelijke boerderij aan het Zuiderdiep 279 in Valthermond. De familie Bosch uit Valthermond was onder de indruk van het ontwerp van de boerderij van Jonker in de Tweede Exloërmond en liet, met instemming van Jonker, een soortgelijke boerderij door Prummel ontwerpen.